# Ongevlekte snipvlieg
De ongevlekte snipvlieg (Rhagio immaculatus) is een vliegensoort uit de familie van de snavelvliegen (Rhagionidae). De wetenschappelijke naam van de soort is voor het eerst geldig gepubliceerd in 1804 door Meigen.